# Luzmaría Jiménez Faro
Luzmaría Jiménez Faro (Madrid, 19 de mayo de 1937-12 de marzo de 2015) fue una escritora española, ensayista, antóloga, poeta y editora española. En 1982 fundó Ediciones Torremozas, considerada la primera editorial española especializada en la publicación, recuperación y difusión de la literatura escrita por mujeres. 

## Biografía
Nació en Madrid el 19 de mayo de 1937, ciudad en la que vivió siempre. Realizó sus estudios de bachillerato en un colegio de religiosas y posteriormente se dedicó a ampliar sus estudios hasta conseguir una extensa formación literaria. Se casó con el escritor Antonio Porpetta.
En 1982 fundó Ediciones Torremozas, con el objetivo de visibilizar a las mujeres escritoras. Dirigió la editorial durante treinta y seis años. Como antologista y ensayista se ocupó de la obra de Carolina Coronado o Ernestina de Champourcín, además de asumir la antología general de Poetisas españolas, con cuatro tomos publicados entre 1996 y 2003.
Fue designada por Carmen Conde, escritora y miembro de la Real Academia Española de la Lengua, albacea literaria de su obra. Fue miembro del Patronato «Carmen Conde-Antonio Oliver» ubicado en Cartagena.
También la escritora Gloria Fuertes la nombró heredera universal de su obra. Jiménez Faro creó, a su muerte, una fundación con su nombre.
Tuvo una participación activa en el mundo cultural y académico en relación con el estudio y difusión de la literatura escrita por mujeres, participando con frecuencia en congresos y conferencias sobre este tema.
Falleció en Madrid el 12 de marzo de 2015.

## Reconocimientos
- Ateneo Puertorriqueño de Nueva York (Nueva York, 1987)[9]
- Medalla de Oro de la Fundación Josefina Romo Arregui (Nueva York, 1988)[9]
- Encuentro Latinoamericano de Cultura, Ciencia y Educación, Asociación de Escritores Argentinos. Ministerio de Educación. Salta (Argentina, 1994)[9]
- Diploma de la Generalitat de Catalunya. Departament d´Ensenyament. Lerida (2003)[9]
- Women in poetry. In recognition of merit and contribution to the world of poetry by woman. (Los Ángeles, 2005)[9]

## Obra literaria

### Biografías y ensayos
- Carolina Coronado: Apunte biográfico y Antología (1983)
- Ernestina de Champourcin. Antología poética (1988)[10]
- Delmira Agustini, manantial de la brasa (1990)
- Gertrudis Gómez de Avellaneda, la dolorida pasión (1999)
- Se va mi sombra, pero yo me quedo. Carolina Coronado (2001)
- Concepción de Estevarena: Últimas flores (2005)
- Safo (2003)
- Tres tiempos, seis voces (2006);
- El jardín de Sevenels, de Amy Lowell (2007)
- Tres reinas poetas: María Estuardo, María Josefa Amalia de Sajonia y Elisabeth de Austria-Hungría (2009)
- Anuarí, de Teresa Wilms;
- Cancionero de la enamorada de Carmen Conde (2012);
- Volver. Seis autoras hispanoamericanas (2012)
- Ambición de Carolina Valencia (2013)
- Vainas y otros poemas de María Mercedes Carranza (2015)

### Antologías
- Breviario del deseo. Poesía erótica escrita por mujeres (1989)
- ...Y vamos haciendo camino (1993)
- Mujeres y café (1995); Breviario de los sentidos. Poesía erótica escrita por mujeres (2003)
- Poetisas suicidas y otras muertes extrañas (2014).
- Panorama antológico de poetisas españolas (siglos xv al xx), 1987
- Poetisas españolas. Antología general (siglo XV-2001), publicados entre 1996 y 2002[11]

- Colaboró en el Diccionario Biográfico Español, de la Real Academia de la Historia, con la biografía de Gertrudis Gómez de Avellaneda.[12]

### Poesía
- Por un cálido sendero (1978)
- Cuarto de estar (1980)
- Sé que vivo (1984)
- Letanía doméstica para mujeres enamoradas (1986)
- Bolero (1993)
- Lugar de la memoria (1996)
- Amados ángeles (1997)
- Mujer sin alcuza (2005)
- Corimbo (2011)
- Mírame, tiempo. Obra completa (2016)

### Estudios sobre ella
- Luzmaría Jiménez Faro o el canto de la luz: La editora y la poeta (María Cristina C. Mabrey, 2009)